# СОКО Ј-20 Крагуј
СОКО Ј-20 Крагуј (серб. СОКО J-20 Крагуй) — югославський і сербський штурмовик.

## Історія
У роки Холодної війни в Югославії виникла потреба у створенні спеціального літака, який міг би ефективно проявляти себе в умовах партизанської війни. У разі потенційного військового конфлікту та можливого знищення аеродромів ВПС Югославії подібний літак міг би злітати з короткою імпровізованою трав'яною злітно-посадкової смуги.
Перший політ літака відбувся 1962 року, серійне виробництво розпочалося 1964 року. Вироблявся у двох серіях на заводі в Мостарі.

## Оператори
Сербія— використовується переважно як навчальний літак.